# 鲁梅尔斯堡
鲁梅尔斯堡（德語：[ˈʁʊml̩sˌbʊʁk] ⓘ）是德国柏林利希滕贝格区的下属区。